# Szili Jenő
Szili Jenő, született Steiner Jenő (Szombathely, 1879. május 2. – Budapest, 1950. május 18.) szülész, kórházi főorvos.

## Életútja
Dr. Szili (Steiner) Miksa (1845–1933) orvos és Weiss Irén (1852–1924) fia. Budapesten végezte az egyetemet. Előbb Tauffer Vilmos, majd Herczel Manó mellett dolgozott. 1917-ben az István Kórház, később pedig a Rókus Kórház szülész-nőgyógyász főorvosa volt. Elsősorban műtéttani kérdésekkel, többek között a hüvely-atresiák plasztikai megoldásával és a szülészeti vérzések patológiájával foglalkozott. Felesége a nála 15 évvel fiatalabb Sándor Emma volt, akivel 1916. február 20-án kötött házasságot Budapesten. 1919. május 6-án feleségével együtt áttértek a római katolikus vallásra. Halálát szívbénulás, érelmeszesedés okozta.

## Fontosabb műve
- A terhesség és a szülés idején előforduló vérzés (Therapia, 1926)